# Karel Černý (directeur artistique)
Karel Černý, né le 7 avril 1922 à Plzeň et mort le 5 septembre 2014 à Tábor, est un directeur artistique tchèque. 
Il a travaillé avec Miloš Forman sur Les Amours d'une blonde (1965), Au feu, les pompiers ! (1967) et surtout Amadeus (1984), dont il a réalisé les décors et pour lequel il a reçu un Oscar de la meilleure direction artistique (1985).